# حزقيال إغناثيو رييس
حزقيال إغناثيو رييس (بالإسبانية: Juan Ignacio Reyes) هو سباح مكسيكي، ولد في 15 ديسمبر 1981 في مدينة مكسيكو في المكسيك.